# エオカエキリア
エオカエキリア（学名:Eocaecilia）はジュラ紀前期の北米に生息していた絶滅両生類である。化石はアリゾナ州ココニノ郡のカヤンタ層から発見されている。頭骨は12.6 mm、全長は15 cm程度。ミミズ状の細長い体、頭骨に感覚器官である触手を収めていたとみられる溝を持つことなどから、現生のアシナシイモリの祖先とされる。現生種にはない小さな四肢と肢帯、明瞭な尾部、完全に骨に覆われた頑丈な頭骨などの原始的な特徴を多く残している。
その起源についてはアシナシイモリの化石記録が非常に乏しいため、未だその議論の決着は見ていない。空椎亜綱の細竜目が有力な候補とされている他、有尾目や無尾目と一緒にペルム紀の分椎目から分岐したという説もある。2023年に三畳紀の地層から記載されたFuncusvermisの形態からは、平滑両生類との関係性が示唆されている。
なお、現代型のアシナシイモリは、生息分布から考えてパンゲア大陸が完全に分裂する白亜紀以前には出現していたと考えられるが、その化石は新生代より前のものはいまだ発見されていない。